# ジャスティン・チェンバース
ジャスティン・チェンバース（英: Justin Chambers、1970年7月11日 - ）は、アメリカ合衆国の俳優・モデル。名字はチャンバースなどとも表記される。

## 略歴
オハイオ州出身。 アイルランド系及びドイツ系アメリカ人である。双子の兄弟と兄一人、姉二人がいる。
俳優になる前は、カルバン・クラインなどのモデルとして活躍していた。その後、ニューヨークの演技学校で4年間勉強をした。在学中にいくつかのテレビ作品へ出演している。
『グレイズ・アナトミー 恋の解剖学』のアレックス・カレフ役で有名。この番組の出演前には『コールドケース 迷宮事件簿』に5話だけレギュラー出演していた。
映画は『リバティ・ハイツ』でデビューし、『ウェディング・プランナー』『ヤング・ブラッド』『レオポルド・ブルームへの手紙』などに出演した。2005年には『The Zodiac』で主演も努めている。テレビ作品では『ユマ・サーマンの運命の人を探して』などに出演。

### プライベート
1993年に結婚をしており、5人の子供（うち2人は双子）がいる。

## 主な出演作品

### 映画
| 公開年 | 邦題 原題                                             | 役名               | 備考       |
| ------ | ----------------------------------------------------- | ------------------ | ---------- |
| 1999   | リバティ・ハイツ Liberty Heights                      | トレイ             |            |
| 2001   | ウェディング・プランナー The Wedding Planner          | マッシモ           |            |
| 2001   | ヤング・ブラッド The Musketeer                        | ダルタニアン       |            |
| 2002   | ユマ・サーマンの運命の人を探して Hysterical Blindness | リック             | テレビ映画 |
| 2002   | レオポルド・ブルームへの手紙 Leo                      | ライアン           |            |
| 2005   | ゾディアック The Zodiac                               | マット・パリッシュ |            |
| 2008   | レイクビュー・テラス 危険な隣人 Lakeview Terrace      | ダニー             |            |
| 2013   | ブロークンシティ Broken City                          | ライアン・ブレイク |            |

### テレビシリーズ
| 放映年    | 邦題 原題                                                    | 役名               | 備考                            |
| --------- | ------------------------------------------------------------ | ------------------ | ------------------------------- |
| 2003      | コールドケース 迷宮事件簿 Cold Case                          | クリス・ラッシング | シーズン1の3エピソードに出演    |
| 2005-2020 | グレイズ・アナトミー 恋の解剖学 Grey's Anatomy               | アレックス・カレフ | レギュラーで341エピソードに出演 |
| 2009      | プライベート・プラクティス 迷えるオトナたち Private Practice | アレックス・カレフ | エピソード: Ex-Life             |
| 2022      | ジ・オファー / ゴッドファーザーに賭けた男 The Offer          | マーロン・ブランド |                                 |